# Usanata
Usanata, Ushanat o Uznu fou una ciutat de Fenícia que correspondria a la moderna Kalat al-Hosn (el lloc famós pel Krak dels Cavallers a Síria prop de la frontera nord del Líban). Apareix en la coalició establerta el 854 aC contra Salmanassar III d'Assíria, lliga que fou derrotada en la batalla de Qarqar. Al seu costat hi havia les ciutats fenícies d'Arvad, Irkanata (Arka), Shianu (Sidó) i Gabala (Biblos, encara que per un probable error del copista aquest nom apareix com Ga-a-a en comptes de Ga-bal-a-a i s'havia pensat que era el regne de Que)